# Vincent Mauger
Pour les articles homonymes, voir Mauger.
Vincent Mauger, né en 1976 à Rennes, est un sculpteur français contemporain. Il vit et travaille près de Nantes.
Sa démarche s’articule autour de la recherche de matérialisation, de concrétisation de ce que serait un espace mental. Essentiellement composée d’installations in-situ, de dessin et de sculptures, son œuvre confronte souvent un espace réel avec une représentation de la perception mentale d’un autre espace. Ses propositions interrogent l’idée d’architecture, d’urbanisme et d’organisme en utilisant des matériaux de construction pour formuler des fragments de paysage, jouant sur le décalage des rapports d’échelle et invitant au déplacement.
Il est représenté par la Galerie Bertrand Grimont à Paris.
En 2024 il est nommé au Conseil national des œuvres d’art dans l’espace public.

## Formation
- 2004-2005 : post-diplôme, École supérieure des Beaux-Arts de Nantes Métropole
- 2002 : mastère « Espaces plastiques, espaces numériques », avec félicitations à l'École régionale des beaux-arts de Rennes
- 2000 : DNSAP, diplôme national supérieur d'arts plastiques, avec félicitations à l’unanimité, à l'École nationale supérieure des beaux-arts, Paris (atelier Richard Deacon)
- 1999 : DNSEP, diplôme national supérieur d'expression plastique, avec mention à l'École régionale des beaux-arts d'Angers

## Bourses et concours

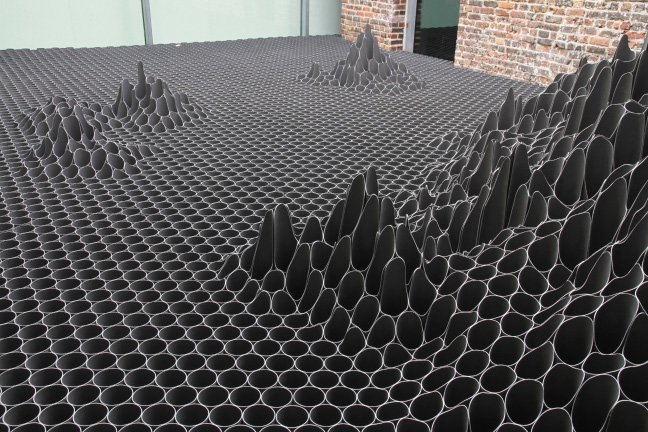
"Système adéquat", installation réalisée pour le Patio de la maison rouge - Fondation Antoine de Galbert, Paris, 2013

- 2016 : Lauréat de la Résidence Akerman + Fontevraud
- 2015 : Prix de Sculpture de la Fondation de l'Olivier
- 2012 : Prix MAIF pour la sculpture
- 2012 : Prix des amis de la maison rouge - Fondation Antoine de Galbert
- 2010 : Prix de la Fondation Christian et Yvonne Zervos[2] Maison Ackerman
- 2009 : Aide de la Ville de Paris
- 2009 : Prix David découverte de l'art contemporain

## Expositions personnelles

### 2022
Jeux et stratégies, Centre d'art Le Garage et Château d'Amboise, France

### 2019
Les terrains incertains, Centre d'art Bastille, Grenoble, France
Promenade sur terre, Galerie du Rohan, sur invitation du FRAC Bretagne, Landerneau, France
Distance critique, CAUE de Haute-Savoie, France

### 2018
Extended mind, galerie Bertrand Grimont, Paris

### 2017
Le silence des évidences, installation in-situ, Jardins de la Fondation Bullukian, Lyon, France
Fragmentations, Les Glacières / Parisiens de Bordeaux, Bordeaux, France
Les Injonctions Paradoxales, Parcours d'art contemporain du Château Smith Haut Lafitte, Martillac
Le Coefficient d'Incertitude, Atelier d'Estienne, Centre d'art contemporain, Pont-Scorff, France

### 2016
Sans Titre, sculpture, façade de l'Hôtel de Gunzburg, siège de la société Groupama, Paris
Les injonctions paradoxales, exposition personnelle, Galerie Bertrand Grimont, Paris
La Géométrie des Pierres, Musée Joseph-Denais, Beaufort en Vallée, France
Monument Synthétique, Caves de la Maison Ackerman, Résidence Ackerman + Fontevraud la Scène, Saint Hilaire Saint Florent, France

### 2015
Nulle part, c'est déjà ailleurs, Le Point Commun, Annecy, France
House of cards, installation in-situ, Nouveau pont de Saint Gervais, Saint Gervais les bains, France
Exposition du Prix de Sculpture de la Fondation de l'Olivier à la Fondation Bullukian, Lyon, France
Ni réponse, ni solution, Le Portique (espace d'art contemporain), Le Havre, France
L'élément du vide, École municipale des Beaux-Arts de Saint-Brieuc, France

### 2014
Présence stratégique, installation in-situ, Les Champs libres, commissariat 40mcube, Rennes, France

### 2013
Des abscisses désordonnées, Centre d'art contemporain Micro Onde, Vélizy-Villacoublay, France
Système adéquat, la maison rouge - fondation Antoine de Galbert, Paris,

### 2012
Super Asymmetry, Centre d'art contemporain de la Maréchalerie, Versailles, France,
L'Omniprésence des possibles, Musée de l'Hospice Saint Roch, Issoudun, France
L'absence de règles est-elle une règle en soi ?, Centre d'art intercommunal de Istres, Istres, France
La Chose et son objet, Galerie de la scène nationale de Bar-le-Duc, France

### 2011
Solutions techniques à des problèmes théoriques, Galerie Bertrand Grimont, Paris
La Multiplication des contraintes, Centre d'art du Parc Saint Léger - Abbaye de Corbigny, France
Des illusions radicales, Centre d'art du Vallon du Villaret (parc de loisir), France

### 2010
Exposition du lauréat de la Fondation Zervos, Vézelay, France
Anarchy in the Symmetry, École municipale des Beaux-Arts de Châteauroux, France
In Situ #4, Le Bol - Association Mixar, Orléans, France

### 2009
Sans Titre, Le Lieu unique, Estuaire 2009, Nantes, France
Super loops, Galerie de l'École municipale d'art plastique, Cholet, France
Landscape expanding tools, Galerie l'H du siège, Valenciennes, France
The Undercroft, La Fabrica, Brighton, Grande-Bretagne

### 2008
Figures spatiales non usuelles, Galerie LHK, Paris
Space tracking system, Espace Diderot - Tripode, Rezé, France
Pliage ultra-technique, Instantané, FRAC Pays de la Loire, Carquefou, France

### 2007
Exposure area, Galerie Code/buro, Bruxelles
Sans titre, Maison de la culture de Nevers et de la Nièvre, Nevers, France
Espaces supposés, musée Denys-Puech, Rodez, France
2006
Sans titre, Galerie de l’École municipale d'art plastique, Saint-Nazaire, France
Mouvements d’absences, galerie du centre culturel Colombier, Rennes, France
2005
Instant de dispersion, Musée de l'Hospice Saint-Roch, Issoudun, France
Configuration requise, Chapelle des Calvairiennes, Mayenne, France

## Expositions collectives

### 2021
Divagations aérolithiques, FIAC 2021 Hors les murs, Jardin des Tuileries, Paris

### 2018
B l ob!, exposition collective, cur. Marion Zilio et Bertrand Grimont, Galerie Bertrand Grimont, Paris.
Art Paris Art Fair, Grand Palais, Paris
Sculpter (Faire à l'atelier), Musée des Beaux-Arts de Rennes, Anne Dary, Catherine Elkar et Sophie Kaplan)
Biennale Internationale de Saint Paul de Vence, France
Château Sainte Roseline

### 2017
Biennale de Lubumbashi, République Démocratique du Congo
YIA Art Fair Paris, Stand de la Galerie Bertrand Grimont, Paris, France
Sans Titre, Jardins de la Fondation Bullukian, Lyon, France
Karma, Galerie Bertrand Grimont, Paris
Les Injonctions Paradoxales, parcours d'art contemporain du Château Smith Haut Lafitte, Bordeaux-Martillac, France
YIA Art Fair Maastricht, Stand de la Galerie Bertrand Grimont, Maastricht, Pays-Bas
La confrérie du bois, Association Quark, Centre d'art contemporain Rurart, Rouillé, France

### 2016
Sculpture en partage, Fondation Villa Datris, L'Isle-sur-la-Sorgue
Les injonctions paradoxales, FIAC Hors les murs, Jardin des Tuileries, Paris
L'Art au Fil de la Rance, Plouër-sur-Rance, France
Nonobstant, commissariat Association Super, Nozay, France
YIA Art Fair, Stand de la Galerie Bertrand Grimont, Bruxelles, Belgique

### 2015
Sans Titre, sculpture, FIAC Hors les murs, Jardin des Plantes, Paris
Archi-sculpture, Fondation Villa Datris, L'Isle-sur-le-Sorgue, France
Il faut imaginer Sisyphe heureux, Vern Volume 2015, Vern-sur-Seiche, France
Biennale de Sologne, Chaumont-sur-Tharonne, France
À l'air libre, Commissariat de Baptiste Debombourg, Galerie de l’École nationale supérieure d'architecture de la Villette, Paris, France

### 2014
Sans Titre, 14 artistes pour le Musée des arts, l'Atelier, Nantes, France
La possibilité d'une faille dans nos certitudes, Installation in-situ, exposition collective Capitaine Futur et le voyage extraordinaire, commissariat Jos Auzende, La Gaité Lyrique, France
Sans Titre, Sculpture, FIAC Hors les murs, Jardin des Plantes, Paris
FIAC OFF(icielle), Stand Galerie Bertrand Grimont, Paris
Sans Titre, Installation in-situ, Le geste des matériaux, Centre d'Art Bastille, Grenoble, France
Résolution des forces en présence, Sculpture, Le Voyage à Nantes, Place du Bouffay, Nantes, France,
Sans titre, Sculpture, Den Haag Skulptur 2014 / Biennale de sculpture de La Haye, Pays-Bas
Toujours/Présent, Inauguration de l'espace Outcast Incorporated, Paris, France
A Bitter Sweet Legacy. Penses-bêtes. Collection I, commissariat Sandra Aubry et Sébastien Bourg, Galerie de Roussan, Paris, France
CHOICES, exposition à l'exposition des Beaux-Arts de Paris, présenté par Galerie Bertrand Grimont, Paris, France
Ondes, ondes visibles, fréquences sensibles, Galerie Bertrand Grimont, Paris
Deux pièces meublées, commissariat Alexandra Sà et Catherine Viollet, Galerie municipale Jean Collet, Vitry-sur-Seine, France
A posteriori, Centre d'art contemporain de la Maréchalerie, Versailles, France

### 2013
Mnémosyne (œuvres sur papier), Galerie Anywhere, commissariat Alain Coulanges, Paris
YIA Art Fair, Galerie Bertrand Grimont, Paris
Passeur, Galerie Odile Ouizeman, commissariat Caroline Messensee, Paris
Autour du jardin 2013, Invitation de L'Unique, Parc Claude Decaen, Caen, France
Corrélation, Vincent Mauger, Raphaël Zarka et Roman Moriceau, musée des beaux-arts d'Angers, France
Faire avancer les méandres, Galerie Michel Journiac, commissariat Guillaume Constantin, Paris
Espace augmenté, Galerie Bertrand Grimont, Paris
This is the end, Centre d'art contemporain Le Parvis, commissaire Magali Gentet, Ibos, France
Série noire, la Fabrique, Centre d'initiative du Mirail, Toulouse, France
Paysage à la figure absente, Galerie Univer, commissariat Itzhk Goldberg, Paris
Projections, musée de l'abbaye Sainte-Croix, commissaire Gaëlle Rageot, Les Sables d'Olonne, France

### 2012
Passeur, Passage Künstlerhaus, commissaire Caroline Messensee, Vienne, Autriche
Si j'avais un marteau, Musée des Beaux-Arts de Nantes, commissaire Blandine Chavannes, Nantes, France
Luna Park Project, R2D2 architecture, commissaires Sara Lucas et Guillaume Clermont, Bruxelles
Sans titre, FIAC hors-les-murs au Jardin des Tuileries, Paris
Sans commune mesure, commissariat Tristan Van der Stegen et Bertrand Grimont, Galerie Bertrand Grimont, Paris
Art Paris, Galerie Bertrand Grimont, Grand Palais, Paris
Art Genève, Galerie Bertrand Grimont, Genève

### 2011
Le théorème des dictateurs, FIAC hors-les-murs au Jardin des Plantes, Paris
La somme des hypothèses, FIAC hors-les-murs au Jardin des Tuileries, Paris
Intentions fragiles, Galerie les Filles du Calvaire, commissariat Marie Doyon, Paris
Biennale d'Anglet, commissaire Didier Arnaudet, Anglet, France
En Piste !, Domaine départemental de Chamarande, commissaire Judith Quentel, Chamarande, France
Il n'y a que les montagnes qui ne se rencontrent pas, Espace d'art contemporain Agent double, commissariat "le collectif du dimanche", Genève, Suisse
Effervescences, commissariat Michel Nuridsany, Hanoï, Viêtnam
Monolithes, FRAC Centre, invitation de l'association Mixar, Orléans, France
Nos plus belles années, expérience #8, Domaine Pommery, commissariat Régis Durand, Reims, France
Slick Art Fair, Galerie Bertrand Grimont, ParisDrawing Now Paris, Galerie Bertrand Grimont, Paris

### 2010
Lieux d'être, Église des cordeliers, commissaire Martine Richard, Gourdon, France
L'esprit du jeu, Musée d'art Gyeongnam, Corée
13 à table, Fort Liedo, Ile d'Aix, France
Dynasty, Palais de Tokyo et Musée d'art moderne de la ville de Paris
L'art dans les chapelles, Bretagne, France
Théorème, Galerie Bertrand Grimont, commissariat Bertrand Grimont, Paris
Nous ne vieillirons pas ensemble", Galerie de Multiple, commissariat Label Hypothèse, Paris
Le sourire du chat, Frac des Pays de la Loire, commissariat Laurence Gâteau, Nantes, France
Battement d'ailes, volet 2, avec Franck Bragigand et Baptiste Debombourg, centre d'art du Dourven, commissariat Jean-Michel Jagot
FIAC, Galerie Bertrand Grimont, Paris

### 2009
Battement d'ailes, volet 1, avec Franck Bragigand et Baptiste Debombourg, Chapelle des pénitents, association la Cit, commissariat Jean-Miichel Jagot, Aniane, France
LHK 18, Galerie LHK, Paris
Le théorème des dictateurs, pour Le Vent des forêts, Parcours d'art contemporain, commissaire Pascal Yonet, Meuse, France
in-out, Hangar de Paimbœuf, association On Time, commissariat Marina Pirot, Paimbœuf, France
Science vs Fiction, Centre d'art Bétonsalon, commissariat Mélanie Bouteloup et Hélène Meisel, Paris
À la limite, Galerie Michel Journiac, Paris
Acclimatation, Villa Arson, commissariat Bénédicte Ramade, Nice, France

### 2008
La spécificité des sols, dans le cadre d'Art Grandeur Nature, Biennale d'art contemporain de Seine-Saint-Denis, Instants chavirés, Montreuil, France
Slick Art Fair, Galerie LHK, Paris

### 2007
Birds of a feather, A floating world, Galerie ACDC, Brest
Wheeeel, Printemps de septembre, maison éclusière, commissaire Thierry Levir et Marie-Frédérique Hallin, Toulouse, France
Mouvement d'égarement, vidéoïsme #8, programmation de Lena Monnier et Thibaut Espiau
Soif d'aujourd'hui, Musée d'Art Moderne de St Étienne, commissaire Michel Nuridsany
Slick Art Fair, Galerie ACDC, Paris

### 2006
Décembre 2006 : Carte Blanche à Bruno Robbe, Maison Folie Le Manège, Mons, Belgique
Juillet 2006 : exposition avec Ingirafn Steinarsson, salle du Bélian à Mons, Belgique, dans le cadre-programme MAP-XXL des Pépinières européennes pour Jeunes Artistes
Mars 2006 : présenté dans la « vidéothèque mobile » de Fabrice Gygi, œuvre du Frac Île-de-France, exposition à l’École nationale supérieure d’architecture de Paris-Belleville
Janvier 2006 : Maison populaire de Montreuil, premier volet, cycle d’exposition Madame la Baronne était assez maniérée, plutôt rococo et totalement baroque, commissaire Émilie Renard

### 2005
Juin 2005 : Diabolo Nantes, exposition du Post-diplôme au Lieu Unique, Nantes
Avril 2005 : Du point au pixel, exposition organisée par l’association La Station mobile à Vertou près de Nantes
Février 2005 : Participation au Festival de Bologne, organisateur Curatura 10, Italie

### 2004
Décembre 2004 : French Night; projection de vidéos d’artistes français au NewCountryArms à Preston, Grande-Bretagne, organisateur Generise Event
Octobre 2004 : Lieux communs, exposition collective organisée par les Instants Chavirés à Montreuil-sous-Bois
Septembre 2004 : Première Vue 2004, passage de Retz à Paris, commissaire Michel Nuridsany
Mars 2004 : participation au Festival Vidéoformes, Clermont-Ferrand, en compétition dans la catégorie « Création Vidéo 2004 »

### 2003
Août 2003 : exposition collective avec les artistes Julia Pallone et Joachim Sanchez, à la suite de la résidence d’artiste à la Maison Jean-Chevolleau, Fontenay-le-Comte
Février 2003 : participation à Jeune Création 2003, Grande Halle de la Villette, Paris

### 2002
Octobre 2002 : compléments d’objets, projection de vidéos aux Instants Chavirés, 7, rue Richard-Lenoir, Montreuil
Octobre 2002 : visite à domicile, organisée par l’association Drôle d’Organe, 37, rue de Coulmiers, Nantes
Juin 2002 : blockoscopie, dans le blockhaus DY10, 5 bis, boulevard Léon-Bureau, Nantes

### 2001
Décembre 2001 : Exposition collective, Galerie Robert Y. Carrat, avec Manon Tricoire et Frédéric Maillard
Mai-juin 2001 : Sincères Félicitations, exposition des étudiants des Beaux-Arts de Paris diplômés avec les félicitations du jury, commissaire Anne Tronche
Avril 2001 : Médiagraphie 2, exposition collective aux Beaux-Arts de Rennes

### 2000
Mai-juin 2000 : Marché conventuel, abbaye du Ronceray, Angers
Janvier 2000 : Festival Premiers Plans de la ville d’Angers, projection de vidéos d’étudiants

### 1999
Octobre 1999 : Réaction sous terre, manifestation mêlant musique et arts visuels dans le site troglodyte des Perrières à Doué-la-Fontaine
Octobre 1999 : Participation à l’exposition du Grand Atelier à Brest, sur invitation de Bruno Soubrane dans le cadre de sa performance en tant que galeriste
Juin 1999 : Désir d’images, exposition collective d’étudiants des Beaux-Arts – Grand Théâtre d’Angers

## Commandes publiques
2011 : Réalisation d'une sculpture dans le cadre du 1 % artistique pour le centre de formation Eurespace de la Chambre de commerce et d'industrie de Maine-et-Loire à Cholet, France
2013 : Réalisation de la sculpture Sans-Titre destinée à l'espace pédagogique du FRAC Centre - Les Turbulences à Orléans, France
2013 : Réalisation d'une sculpture dans le cadre du 1 % artistique pour l’École municipale des Beaux-arts de Saint-Brieuc, France
2014 : Réalisation d'une sculpture dans le cadre du 1 % artistique pour l'IUT de gestion de l'Université Paris VIII à Montreuil, France
2014 : Réalisation d'une sculpture dans le cadre du 1 % artistique pour le collège Grudé de Connerré, département de la Sarthe, France
2014 : Réalisation d'une sculpture dans le cadre du 1 % artistique pour le collège départemental de Biscarosse, département des Landes, France
2017 : Réalisation d'une sculpture dans le cadre du 1 % artistique pour le nouveau siège de Lille Métropole Habitat, Tourcoing, France
2017 : Réalisation d'une installation dans le cadre du 1 % artistique de l'opération de construction de l'hôtel de police de Mont-Saint-Martin (54), France
2021 : Réflexion élastique, réalisation d’une installation permanente dans le cadre du 1% artistique pour le CNRL Neurocampus, Lyon, France

## Collections publiques
- Musée national d'art moderne, Centre Georges-Pompidou, Paris
- Fonds national d'art contemporain
- FRAC Alsace, Sélestat, France
- FRAC Bretagne, Rennes, France
- FRAC des Pays de la Loire, Carquefou, France
- FRAC Centre, Orléans, France[29]
- Musée des Beaux-Arts de Brest
- Musée des Beaux-Arts de Nantes
- Musée Denys-Puech, Rodez, France
- Musée de l'Hospice Saint-Roch, Issoudun, France
- Musée de l'abbaye Sainte-Croix, les Sables d'Olonne, France
- Le Ring, Artothèque de la ville de Nantes
- Artothèque de la ville d'Auxerre
- Artothèque de la ville d'Angers
- Collection de la ville de Corbigny
- La Pierre et le sablier, commande publique installée dans la tour Puchot du château de Caen[30]